# Боруциці (Опольське воєводство)
Боруциці (пол. Borucice, нім. Baruth) — село в Польщі, у гміні Любша Бжезького повіту Опольського воєводства.
Населення — 182 особи (2011).

## Демографія
Демографічна структура станом на 31 березня 2011 року:
|          | Загалом | Допрацездатний вік | Працездатний вік | Постпрацездатний вік |
| -------- | ------- | ------------------ | ---------------- | -------------------- |
| Чоловіки | 92      | 24                 | 60               | 8                    |
| Жінки    | 90      | 17                 | 54               | 19                   |
| Разом    | 182     | 41                 | 114              | 27                   |